# Saint-Augustin (Corrèze)
Saint-Augustin település Franciaországban, Corrèze megyében. Lakosainak száma 417 fő (2022. január 1.). Saint-Augustin Beaumont, Chaumeil, Madranges, Meyrignac-l’Église, Orliac-de-Bar és Veix községekkel határos.

## Népesség
A település népessége az elmúlt években az alábbi módon változott:
| Lakosok száma | 636  | 527  | 448  | 433  | 440  | 427  | 423  | 420  | 419  | 417  |
|               | 1968 | 1982 | 1990 | 2006 | 2013 | 2015 | 2017 | 2019 | 2020 | 2022 |